# Carol Crawford
Carol Crawford is een Amerikaanse backgammonspeelster. Ze won in 1973 het wereldkampioenschap backgammon dat dat jaar in Las Vegas werd gehouden. In de finale versloeg ze haar landgenoot Lewis Deyong. Ze was hiermee de eerste vrouw die de wereldtitel op haar naam schreef. Naast backgammon speelde ze ook bridge.